# مالك علي
مالك علي (مواليد طرطوس 1956م) أكاديمي وسياسي سوري شغل منصب محافظ السويداء ومحافظ القنيطرة. كما شغل منصب وزير التعليم العالي والبحث العلمي في حكومة وائل الحلقي الأولى (22 آب 2013 حتى 27 آب 2014).

### المهام و المؤهلات
حصل على إجازة في العلوم الفيزيائية والالكترونية من جامعة اللاذقية عام 1980. نال درجة الدكتوراه في العلوم الفيزيائية من أوكرانيا عام 1986. عين أستاذا في قسم الفيزياء في كلية العلوم جامعة حمص (جامعة البعث سابقًا). شغل منصب نائب عميد الكلية للشؤون الإدارية والطلاب 1996-1999 ثم عين عميدا لكلية العلوم (2000-2004). عُين أمينا لفرع الحزب في جامعة حمص بين 2004-2009.
شغل منصب محافظ القنيطرة بالمرسوم رقم /249/ تاريخ 11.07.2012 ومحافظ السويداء بالمرسوم رقم /179/ تاريخ 23.04.2009.
ألف ستة كتب وثمانية عشر بحثاً في مجال اختصاصه. قام بأكثر من عشرين مشاركة هامة في مؤتمرات ودورات علمية محلية وعربية ودولية.

## المرجع
1. ↑  "سوريا اليوم". syriandays.com. مؤرشف من الأصل في 2024-08-12. اطلع عليه بتاريخ 2024-07-30.
2. ↑  "بوابة الحكومة السورية الالكترونية". مؤرشف من الأصل في 2024-07-30.